# Volcán Descabezado Chico

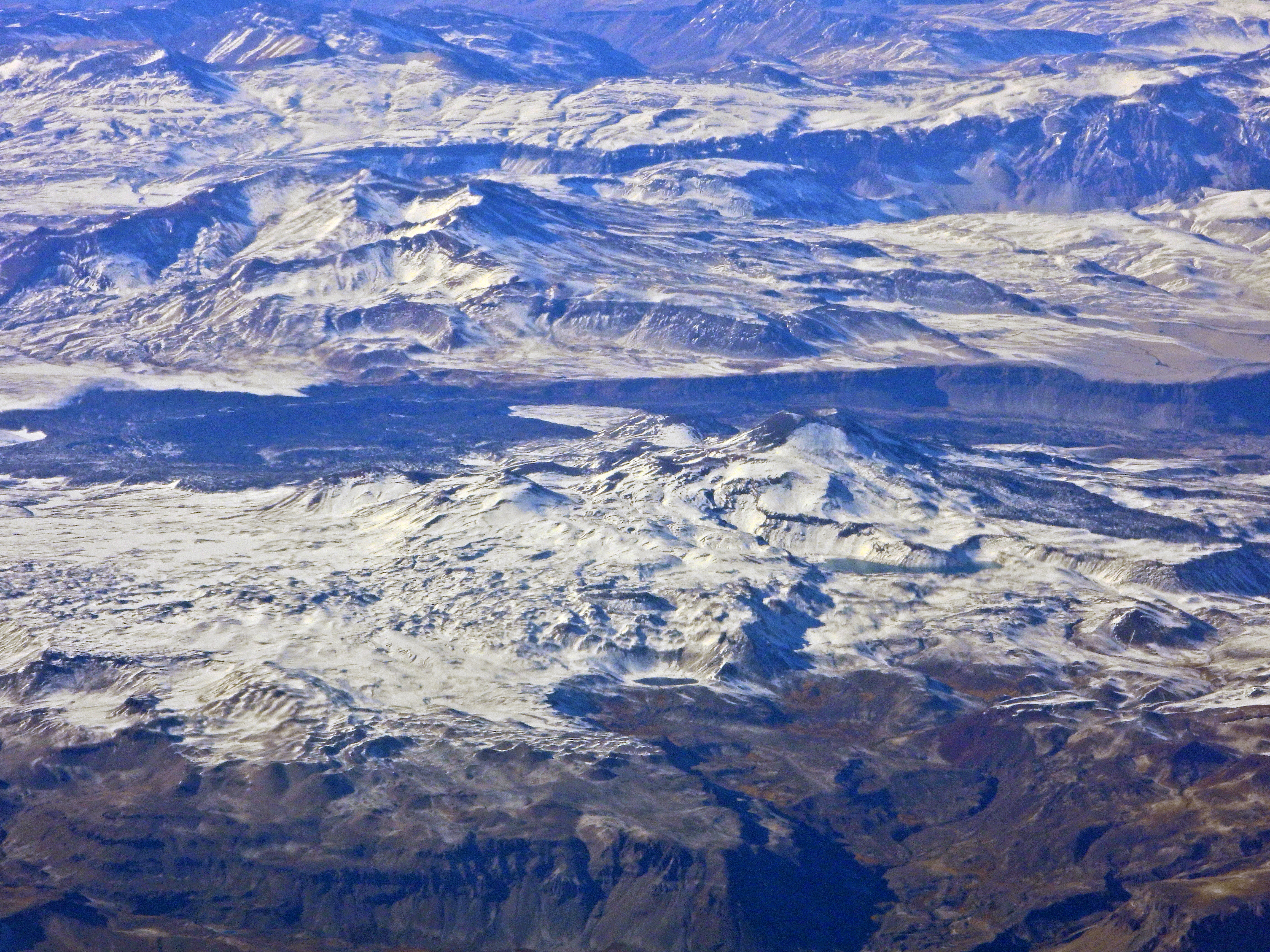
Vista hacia el este del Volcán Descabezado Chico en primer plano y la Caldera Calabozos en el fondo.

El volcán Descabezado Chico es un estratovolcán inactivo ubicado en la Región del Maule en la zona central Chile. Debido a su ubicación, no es muy conocido y no se posee muchos datos del volcán. El volcán hace pareja con el Volcán Descabezado Grande, que se encuentra distante a 15 kilómetros aproximadamente al suroeste, la cuáles son comparados ambas elevaciones, por su parecido de sus cimas y formas.
Bajo sus laderas, es abundante ver diversos ríos y arroyos que van mayoritariamente hacia el lado chileno.
En estricto rigor, corresponde a un cono parásito de la caldera de Calabozos, el cual es está ubicado en el lado suroccidente de este, el cual concentró una poderosa actividad en el pasado.

## Geología
El volcán se compone principalmente de Andesita y dacita. Tiene una altura de solo 688 m s. n. m. desde el terreno donde se ubica, pero posee un diámetro de 17 km²  de base y una altura de 3259 metros si se mide por el nivel del mar. 

## Historia eruptiva
El volcán Descabezado Chico no posee muchos datos de erupciones históricas: se cree que se originó en una de las erupciones masivas de Calabozos, un enorme complejo volcánico interconectado con otros volcanes, el cual creó varios cráteres poco distantes, los cuales se han supercompuesto con el tiempo para crear el volcán  en la época del Terciario. Diversas erupciones continuarían hasta el Holoceno, donde su actividad decrece de manera importante, hasta quedar totalmente inactivo en la misma época.